# 陳洪謐
陈洪谧（1600年—1668年），字龙甫，號默庵，福建晉江人，明朝政治人物，進士出身。

## 生平
天啓七年（1627年）丁卯科舉人，崇祯四年（1631年）登辛未科进士，都察院观政，授南京户部主事，迁员外郎，八年（1635年）擢苏州府知府，十年被降级留任。起迁登莱副使，晋太仆寺少卿 ，转升兵部右侍郎。
隆武帝时，授兵部左侍郎，改礼部侍郎。与蒋德璟、黄景昉、黄道周，同召拜文渊阁大学士。因母老乞归。年六十九岁卒。
有子陈俞侯。孙陈元焻、陈元焱。
與盧若騰 、蔡肱明、張朝綖、吳韓起、黃錫袞、辜胤奇、丁胤甲、梁玉蕤、郭符甲、楊明琅、沈佺期、許吉燝、何運亮、史贊聖、蘇國瓓、王命岳、施顯等人並稱“魯東同朝十八名士”。